# 허클베리 핀의 모험

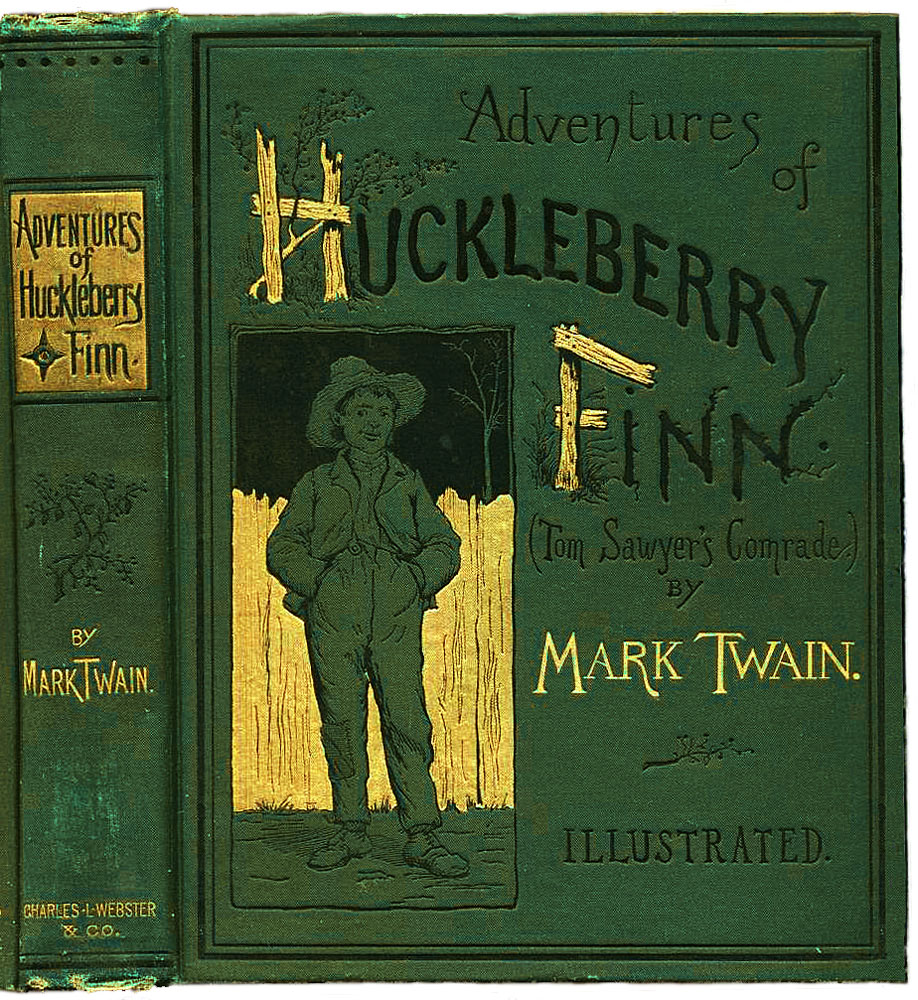

허클베리 핀의 모험(영어: The Adventures of Huckleberry Finn)은 1885년 2월 처음 출간된 마크 트웨인의 아동 소설이다.

## 줄거리
1851년 늦여름 미시시피강. 증기선을 보며 남미를 여행할 꿈을 꾸는 남루한 차림의 소년 허클베리 핀과 흑인 노예 짐의 모험이 시작된다. 인종과 문화의 차이로 갈라져 있는 두 친구지만 자유분방한 헉 핀과 짐이 뗏목을 타고 미시시피 강을 표류하며 생애 최고의 이상한 여행을 떠난다. 그 속에서 짐은 헉에게 당시 사람들의 믿음과는 달리 모든 인간은 기본적으로 평등하며 존중되어야 함을 가르쳐 준다.

## 등장인물
허클베리 핀(Hucklberry Finn)
아버지 (Huck's father)
더글라스 부인 (Ms.Dugglass)
짐 (Jim)
왕 (King)
공작 (Peacock)
톰 소여 (Tom Sawyer)
메리 제인 아가씨 (Ms.Mary Jein)
아이크 (Ik)
로빈슨 의사 (Mr.Robinsen)
피터 윌크스 (Peter Wilkse)
하비 윌크스 (Harby Wilkes)
셀리 이모 (Aunt Selly)
사일러스 펠프스 (Saillus.P)
왓슨 부인 (Ms.Watsn)
말하는 털뭉치(Speak coinleave)

## 비평

### 사회의 암울한 그늘
이 소설은, 신분이 낮은 서민 주인공의 노상 경험을 기록해서, 독자가 사회의 암울한 그늘을 간접 체험할 기회를 제공하는 ‘악한 소설’의 갈래에 속한다. 미국의 문호 어니스트 헤밍웨이는 “미국의 모든 현대 문학은 마크 트웨인이 쓴 《허클베리 핀의 모험》이라는 책 한 권에서 비롯되었다”고 말한 바 있다. 교육과 문명을 거부하는 화자의 고백적인 자서전 형식의 글쓰기를 통해, 전통적인 사고에 도전하는 미국의 신세계에 적합한 새롭게 열린 사고의 길을 열었기 때문이다. 또한 반어법과 해학으로 미국의 가장 심각하고 예민한 사회 문제인 인종 차별을 과감히 풍자하면서도, 미국 고유의 정서인 유머로 미국 문화의 토대를 조심스레 두드리는 용기는, 흑인을 주인공의 동반자이자 분신으로 세우고 문학 작품에 흑인 방언을 사용한 저자의 개척 정신과 부합한다.

### 사회적 논란
마크 트웨인이 발표한 많은 작품 중에서 《허클베리 핀의 모험》은 가장 중요한 소설로 평가되며, 미국 문학사뿐 아니라 세계 문학사에서 고전으로 취급된다. 이 소설을 읽지 않고서 미국 문학을 논하는 것은 어불성설이다. 하지만 이 소설이 제대로 빛을 보기까지는 많은 어려움이 있었다. 이 책은 처음 출간되면서부터 ‘불량 도서’ 판정을 받았다. 주인공 헉 핀이 거짓말과 욕설, 상스러운 말을 밥 먹듯이 하며, 당시 미국 사회의 주춧돌이라고 할 수 있는 기독교와 도덕 그리고 학교 교육을 조롱하고 거부하기 때문이다. 출간되자마자 매사추세츠주의 콩코드 도서관 위원회는 《허클베리 핀의 모험》을 ‘쓰레기’로 판정하며 도서관 장서목록에서 삭제했다. 또한 미국 전역에 걸쳐 많은 학교에서 이 작품을 학생들이 읽어서는 안 되는 금서로 지정했다.

### 헉의 성장
여행 소설이 으레 그렇듯이, 《허클베리 핀의 모험》도 여행 그 자체보다는 여행을 통해 주인공이 얻게 되는 각성이 중요한 주제로 제시된다. 뗏목을 타고 미시시피 강을 따라 여행하는 동안 짐의 성숙한 인격을 체험하며 헉은 흑인에 대한 편견을 극복한다. 어느 날 멀리 두고 온 아내와 자식들을 생각하며 비통한 감회에 젖는 짐의 모습을 보면서, 헉은 흑인도 백인과 똑같은 감정을 지닌 인간이라는 사실에 놀란다. 헉의 이 깨달음은 독자를 인도하는 본보기 역할을 한다. 미시시피 강을 따라 떠나는 뗏목 여행으로 헉과 짐이 자유를 추구하는 모습은, 독자가 자유를 향해 전진할 수 있는 동기와 용기를 선사한다. 짐이 노예 제도가 부여하는 육체의 구속과 속박의 멍에로부터의 자유를 추구한다면, 헉은 문명사회가 부여하는 모든 제약이나 구속에서의 해방, 즉 정신과 영혼의 자유를 추구한다. 독자도 흑인에 대해, 또 세상에 대해 지녔던 자신의 편견으로부터의 자유를 선사받는다.

## 한국어 번역
이 소설에 나오는 방언들을 어떻게 한국어로 옮길 것인가가 관건이다. 김욱동 교수(민음사, 2009)는 이를 우리나라 지역 방언(충청도, 전라도)로 옮겼으나 왕은철은 이를 '(소설의) 역사적, 사회적, 정치적 함의를 충분히 생각하지 않았다'라고 비판했다. 반면 노동욱 교수(아르테, 2024)는 이를 '비(非)철자'로 번역했다.